# Viniegra de Abajo
Viniegra de Abajo è un comune spagnolo di 113 abitanti situato nella comunità autonoma di La Rioja.